# Usine Decauville de Marquette
L'usine Decauville de Marquette-lez-Lille (Nord), produisant des engins de travaux publics et matériels minier, fut active un peu moins d'un demi-siècle, de 1923 à 68.

## Un véritable chemin de fer miniature
Paul Decauville, de souche paysanne, hérite à la mort de son père, Armand, les affaires familiales. Elles concernent en premier lieu, la culture de betteraves sucrières et leur distillation, afin d'en faire de l'alcool.
En 1875, à la suite d'une récolte particulièrement abondante, et devant l'impossibilité de déplacer ces denrées sur des sols détrempés par les précipitations, il crée ce qui fera pour longtemps la renommée de la future société: un système de transport par rails à section rectangulaire, reliés entre eux par traverses en acier plat, le tout sans ballast.
D'un écartement de 40, puis 60 cm, le catalogue évolue rapidement à l'intervalle métrique, puis standard (1435 mm), selon usage du client. La locomotion se fait d'abord par traction animale, avant recours à la vapeur. Des accessoires comme des wagonnets ou encore plaques tournantes, viennent compléter le dispositif.
On trouve des installations Decauville dans beaucoup d'applications industrielles comme les carrières et mines, mais aussi des ouvrages de défense militaires (forts, casemates). Et, bien entendu, des exploitations agricoles type plantations, jusque dans les colonies. La nouvelle technologie assurera même du transport de voyageurs épisodique.

## Du rail à la mine
L'établissement marquettois ouvre en 1923, non loin des installations Massey. On y trouve les mêmes raisons, quant au choix de l'implantation : disponibilité de vastes terrains et bonne accessibilité par fer, via les nombreux embranchements. Le canal de la Deûle n'est pas utilisé car, la principale matière première étant le minerai de fer lorrain, ce dernier est directement acheminé par train.

## Quelques chiffres
En 1954, Decauville Marquette compte 400 salariés. L'établissement s'étend sur plus de 80 000 m² (8 ha), dont 18 000 bâtis, avec de bonnes possibilités d'extension.
Le site assemble de petits engins roulants à destination des travaux publics, comme des bennes basculantes, ainsi que du matériel minier. Production pour moitié, exportée. Les méthodes de travail évoluent dans le même temps, avec l'essor d'éléments soudés et non plus rivetés.

## L'impossible quête de nouveaux débouchés
A la fin de la décennie 1950, le groupe Decauville éclate, et une nouvelle direction se met en place à Marquette. Celle-ci projette de relancer l'activité du site nordiste, en signant un accord avec une société allemande, portant sur la réalisation de gros engins de chantier. Mais la municipalité a d'autres plans. L'entente franco-allemande entre en vigueur en 1963.
Elle durera peu, la fermeture étant actée à l'été 1968, 45 ans après les débuts.
Des entreprises, certaines locales, tentent d'investir les lieux, mais leur présence ne parvient pas à s'inscrire dans la durée.